# Sandr Brdy
Sandr Brdy (kod PLLH220026) – specjalny obszar ochrony siedlisk sieci Natura 2000, zlokalizowany na terenie województwa pomorskiego. Obszar obejmuje powierzchnię 7492,59 ha. Teren wyznaczony został w celu długotrwałego zabezpieczenia naturalnych siedlisk życia oraz populacji zagrożonych wymarciem gatunków zwierząt (z wyłączeniem ptaków) takich jak: bóbr europejski (Castor fiber), kumak nizinny (Bombina bombina), minóg strumieniowy (Lampetra planeri), nocek łydkowłosy (Myotis dasycneme), skójka gruboskorupowa (Unio crassus), traszka grzebieniasta (Triturus cristatus (Triturus cristatus cristatus)), wilk (Canis lupus),  oraz wydra (Lutra lutra) oraz roślin takich jak: elisma wodna (Luronium natans), lipiennik Loesela 	(Liparis loeselii), obuwik pospolity (Cypripedium calceolus) oraz sierpowiec błyszczący (Drepanocladus (Hamatocaulis) vernicosus).

## Siedliska pod ochroną(zkodem siedlisk)
- 2330 wydmy śródlądowe z murawami napiaskowymi (Corynephorus, Agrostis)
- 3110 jeziora lobeliowe,
- 3140 twardowodne oligo- i mezotroficzne zbiorniki z podwodnymi łąkami ramienic (Charcteria spp.)
- 3150 starorzecza i naturalne eutroficzne zbiorniki wodne ze zbiorowiskami z Nympheion, Potamion;
- 3160 naturalne, dystroficzne zbiorniki wodne
- 4030 suche wrzosowiska (Calluno-Genistion, Pohlio Callunion, Calluno-Arctostaphylion),
- 6510 niżowe i górskie świeże łąki użytkowane ekstensywnie (Arrhenatherion elatioris),
- 7110 torfowiska wysokie z roślinnością torfotwórczą (żywe)
- 7140 torfowiska przejściowe i trzęsawiska (przeważnie z roślinnością z Scheuchzerio-Caricetea),
- 7210 Torfowiska nakredowe (Cladietum marisci, Caricetum buxbaumii, Schoenetum nigricantis)
- 7230 górskie i nizinne torfowiska zasadowe o charakterze młak, turzycowisk i mechowisk,
- 9190 kwaśne dąbrowy (Quercion robori-petraeae)
- 91D0 bory i lasy bagienne (Vaccinio uliginosi Betuletum pubescentis, Vaccinio uliginosi Pinetum, Pino mugo-Sphagnetum, Sphagno girgensohnii-Piceetum) i brzozowo-sosnowe bagienne lasy borealne
- 91E0 łęgi wierzbowe, topolowe, olszowe i jesionowe (Salicetum albo-fragilis, Populetum albae, Alnenion glutinoso-incanae) i olsy źródliskowe,
- 91T0 sosnowy bór chrobotkowy (Cladonio-Pinetum i chrobotkowa postać Peucedano-Pinetum)